# Ernst Weitkamp
Ernst Weitkamp (* 1. Mai 1908 in Quernheim, Kreis Herford; † 24. September 1977 in Lübbecke) war ein deutscher Zahnmediziner, der während der NS-Zeit u. a. als Lagerzahnarzt im KZ Mauthausen eingesetzt wurde.

## Leben
Das Studium der Zahnmedizin beendete Weitkamp 1932 in Frankfurt am Main mit der Promotion und Approbation. Im Oktober ließ er sich als Zahnarzt in Lübbecke/Westfalen nieder, 1933 folgte „als Voraussetzung für die Kassenzulassung“ (Weitkamp) der Eintritt in das NSFK, im März 1934 die Mitgliedschaft in der SS (SS-Nummer 264.024), ab Mai 1937 in der NSDAP. Im November 1939 wurde Weitkamp zu einem Sanitäts-Führeranwärterlehrgang einberufen und war von April bis August 1940 als Leiter der Zahnstation im KZ Mauthausen tätig. Er behandelte hier in seiner Praxis außerhalb des eigentlichen Lagers nach eigenen Angaben Angehörige der Waffen-SS und Häftlinge. Anschließend wechselte Weitkamp zum „Reservelazarett der Barmherzigen Brüder“ nach Linz. Aus gesundheitlichen Gründen kehrte Weitkamp im November 1940 in seine Praxis nach Lübbecke zurück. Von März 1941 bis Kriegsende folgten weitere Einsätze als Zahnarzt in SS-Einheiten im Rang eines SS-Obersturmführers.
Im Entnazifizierungsverfahren der britischen Militärregierung legte Weitkamp Erklärungen von Zeitzeugen vor, die seine Ablehnung des Nationalsozialismus, seine frühzeitige innere Abkehr von der SS, seinen Anschluss an die Bekennende Kirche und persönliche Hilfe für NS-Gegner bescheinigten. So berichtete 1945 ein ehemaliger KZ-Insasse nach seiner Entlassung aus neunjähriger Haft, dass er 1936 mit seiner Verlobten auf der Flucht vor der Gestapo von Weitkamp zwei Wochen lang beherbergt worden sei.
Nach Empfehlung des Entnazifizierungs-Sachverständigen („Nachteilige Handlungen oder Denunziation von Nazigegnern nicht bekannt“) wurde Weitkamp mit Bescheid vom 5. April 1948 abschließend in die Kategorie IV („Mitläufer“, keine beruflichen Beschränkungen, Vermögens- oder Kontensperrungen) eingestuft. Bis zu seinem Tod (1977) praktizierte er als niedergelassener Zahnarzt in Lübbecke. Sein Sohn Jürgen Weitkamp übernahm seine Praxis und wurde später Präsident der Bundeszahnärztekammer.